# باتريك أ. لي
باتريك أ. لي (بالإنجليزية: Patrick A. Lee) هو فيزيائي أمريكي، ولد في 8 سبتمبر 1946 في هونغ كونغ البريطانية في المملكة المتحدة.